# Kuitra
La kuitra, kouitra o kwîthra es un instrumento musical perteneciente a la familia de los cordófonos. Es un laúd de cuello corto próximo al laúd árabe. Se encuentra desde el siglo  XVIII  en Argelia y  constituye uno de los símbolos de la música argelina.

## Factura
Tiene cuatro cuerdas dobles estiradas sobre una antigua clavija doblada (con clavijas de fricción). El acorde está abrazado (una cuerda afinada a la octava se une con otra). La caja de sonido abovedada se parece a la del laúd , pero solo tiene una roseta central grande en la caja de resonancia. El diapasón es liso, sin traste.

## Forma de tocarlo
Se toca con un plectro ( rîsha ) en forma de pluma de águila. El acorde es: ré - la - mi - sol o ré - sol - la - ré.
El repertorio es exclusivamente de acompañamiento en la nubah de la música andalusí. Entre los mejores intérpretes de  Kouitra, Si Mohamed El Bahar ocupa un lugar especial. Mencionemos también a Nour-Eddine Saoudi.